# Prodromale fase
Een prodroom of prodromale fase (fase van voortekenen) is in de ziekteleer de periode die voorafgaat aan het eigenlijke uitbreken van een ziekte, waarin de diagnose nog niet echt te stellen is maar de ziekte zich al wel enigszins aankondigt door een aantal voortekenen. De uitdrukking wordt vooral bij infectieziekten gebruikt maar is hier zeker niet toe beperkt. 
Voorbeelden:
- Bij een patiënt met waterpokken voelt deze zich vaak een paar dagen rillerig en wat snotterig voordat de typische huiduitslag verschijnt.
- Koorts, malaise, hoofdpijn en anorexia zijn onderdeel van het prodroom voor de bof.

Zie ook: incubatieperiode